# Полесская ландшафтная провинция
Полесская провинция аллювиальных террасированных, болотных и вторичных водно-ледниковых ландшафтов — индивидуальный природно-территориальный комплекс ранга ландшафтной провинции, выделяемый в системе ландшафтного районирования Беларуси. Провинция охватывает южную часть Беларусь. Её северный рубеж проходит вблизи городов Пружаны, Берёза, Ивацевичи, Ганцевичи, Любань, Жлобин, затем по долине Днепра опускается к Гомелю и далее, поднимаясь до Ветки, приближается к границе с Россией. Занимает около 28 % территории Беларуси.
Провинция выделяется распространением полесских (широколиственно-лесных) ландшафтов. Для неё типичны низменные ПТК, в меньшей степени распространены средневысотные. Своеобразие ландшафтной структуры определяют ландшафты нескольких родов: аллювиальные террасированные (около половины площади провинции), вторичные водно-ледниковые ландшафты и нерасчленённые комплексы с преобладанием болот. На долю этих ПТК приходится 76 % территории Полесья. Среди прочих значительно представлены пойменные и моренно-зандровые ландшафты.